# Малое Клочково
Малое Клочково — деревня в Тейковском районе Ивановской области России. Входит в состав Новогоряновского сельского поселения.

## География
Находится в юго-западной части Ивановской области на расстоянии приблизительно 9 километров на запад-северо-запад по прямой от районного центра города Тейково, примыкая с юга к посёлку Новое Горяново.

## История
Известна с 1825 года как Гридино с 5 дворами. В 1858 году деревня значилась вотчиной губернского секретаря помещика Василия Семёновича Секерина. В 1859 году здесь (тогда в составе Шуйского уезда Владимирской губернии) было учтено 9 дворов, в 1884 — 18, в 1902 — 20. В советское время работали колхозы «Новая жизнь», «Красный Перекоп» и «Тейковский».

## Население
| 1859 | 1905 | 2010 |
| ---- | ---- | ---- |
| 62   | ↗98  | ↘41  |

Постоянное население составляло 35 человек (1825 год), 62 человека (1859), 99 (1902), 38 в 2002 году (русские 92 %).